# Lillestrøm SK
Lillestrøm SK är en sportklubb i Lillestrøm i Norge. Lillestrøm SK bildades den 2 april 1917 och har blivit kända genom framför allt framgångar i fotboll för herrar.

## Spelartruppen
| Nr | Land    | Pos | Namn                          |
| -- | ------- | --- | ----------------------------- |
| 1  | Norge   | MV  | Knut-André Søyland Skjærstein |
| 2  | Norge   | F   | Lars Ranger                   |
| 3  | Norge   | F   | Colin Rösler                  |
| 4  | Norge   | F   | Espen Garnås                  |
| 5  | Norge   | F   | Vetle Dragsnes                |
| 6  | Finland | MF  | Kaan Kairinen                 |
| 7  | Norge   | A   | Pål-André Helland             |
| 8  | Nigeria | MF  | Ifeanyi Matthew               |
| 9  | Nigeria | A   | Akor Adams                    |
| 11 | Norge   | A   | Tobias Svendsen               |
| 12 | Norge   | MV  | Mads Hedenstad Christiansen   |
| 18 | Norge   | MF  | Ulrik Mathisen                |
| 20 | Kosovo  | A   | Ylldren Ibrahimaj             |

| Nr | Land    | Pos | Namn                                             |
| -- | ------- | --- | ------------------------------------------------ |
| 21 | Island  | A   | Hólmbert Friðjónsson (på lån från Holstein Kiel) |
| 22 | Norge   | F   | Philip Slørdahl                                  |
| 23 | Norge   | MF  | Gjermund Åsen (Kapten)                           |
| 24 | Sverige | F   | Tom Pettersson                                   |
| 26 | Norge   | F   | Dylan Murugesapillai                             |
| 29 | Norge   | MV  | Jørgen Sveinhaug                                 |
| 30 | Nigeria | F   | Igoh Ogbu                                        |
| 33 | Norge   | MF  | Henrik Skogvold                                  |
| 77 | Danmark | MF  | Frederik Holst                                   |
| -  | Norge   | A   | Leandro Elvestad Neto                            |
| -  | Norge   | F   | Shahram Jabari                                   |
| -  | Ghana   | MF  | Eric Taylor (på lån från New Life Academy)       |

### Utlånade spelare
| Nr | Land  | Pos | Namn                                                    |
| -- | ----- | --- | ------------------------------------------------------- |
| -  | Norge | A   | Jonatan Braut Brunes (i IK Start till 31 december 2022) |
| -  | Norge | A   | Uranik Seferi (i Kvik Halden till 31 december 2022)     |

| Nr | Land  | Pos | Namn                                                       |
| -- | ----- | --- | ---------------------------------------------------------- |
| -  | Norge | MF  | Martin Bergum (i Ullensaker/Kisa IL till 31 december 2022) |

## Meriter

### Norska seriemästare i fotboll för herrar
- 1958/1959, 1976, 1977, 1986, 1989

### Norska cupmästare i fotboll för herrar
- 1977, 1978, 1981, 1985, 2007, 2017

### Royal League
- Kvalificering: 2005/2006
- Finalist: 2005/2006 (förlust med 0-1 mot FC Köpenhamn)